# Седдон, Фредерик
Фредерик Генри Седдон (англ. Frederick Henry Seddon; 21 января 1872, Ливерпуль, Англия, Великобритания — 18 апреля 1912) — британский бизнесмен, масон, получивший широкую известность как убийца своей квартирантки Элизы Мэри Бэрроу, которую он отравил мышьяком.
Есть два варианта правописания фамилии Фредерика Седдона: "Seddon" и "Sedden", из которых первый более распространён.

## Биография
Фредерик Седдон родился в Ливерпуле у Уильяма и Мэри Энн (урожденной Кеннен) Седдонов 21 января 1872 года. Он женился на Маргарет Энн (урожденная Джонс) (1878-1946) 31 декабря 1893 года и в этом браке родилось пятеро детей: Уильям Джеймс Седдон (род. 1894); Маргарет Седдон (род. 1896); Фредерик Генри Седдон-младший (род. 1897); Ада Седдон (род. 1905), и Лилиан Луиза Агнес Эмма Седдон (род. 1911). Отец Фредерика Седдона, Уильям, жил с сыном. Имена Уильяма и Фредерика Седдонов появляются в книге посетителей музея преступности столичной полиции 1 декабря 1905 года, когда музей еще не был открыт для широкой публики, и причина их его посещения ими неизвестна.
Когда-то Седдон был масоном и в 1901 году был принят в ливерпульскую ложу Стэнли № 1325. Через год он ушел в отставку и переехал на юг. В 1905 году он назван основателем Stephens Lodge № 3089 в Борн-Энде, Бакингемшир . Он ушел из обеих лож в 1906 году.
В 1909 году Седдон купил 14-комнатный дом в Толлингтон-парке, 63, недалеко от лондонского района Финсбери-Парк и работал управляющим коллектором в Национальной страховой компании. У него была навязчивая идея делать деньги; он управлял магазином подержанной одежды, записанном на имя его жены, а также спекулировал недвижимостью. В какой-то момент ему пришла в голову мысль о мошенничестве, поэтому он и его жена дали объявление о сдаче в аренду второго этажа их лондонского дома. На это объявление откликнулась старая дева Элиза Мэри Бэрроу (род. 1863). До этого она делила квартиру со своим двоюродным братом Фрэнком , но, очевидно, надеялась, что новое соглашение с Седдоном будет дешевле.

## Убийство
Бэрроу, податливая и так же увлеченная зарабатыванием денег, как и сам Седдон, была убеждена Седдоном на заключение соглашения, по которому она передает ему контрольный пакет всех ее сбережений и аннуитетов, включая 1500 фунтов индийских акций, в обмен на которые он будет заботиться о ней до конца ее жизни, давая ей небольшую ренту и позволяя ей жить в его доме бесплатно. В августе 1911 года Седдоны, Бэрроу и ее 9-летний подопечный Эрнест Джордж Грант, сирота, сын друзей Бэрроу, вместе отправились на каникулы в Саутенд. По их возвращении дочь Седдона Мэгги была послана купить трехпенсовую пачку липкой бумаги у местного аптекаря. Вскоре после этого у Бэрроу начались мучительные боли в животе. Вызвали местного врача, который прописал висмут и морфий. 9 сентября врач снова навестил пациентку, но к следующему понедельнику ее состояние ухудшилось. Однако она отказалась ехать в больницу.
В течение нескольких дней она немного поправилась, но была прикована к постели. 13 сентября, все еще находясь в плачевном состоянии, Элиза Бэрроу составила завещание, продиктованное и записанное Седдоном и засвидетельствованное его родственниками. На следующий день,  6 часов 15 минут утра, 14 сентября 1911 года, Элиза Мэри Бэрроу скончалась в присутствии миссис Седдон. Фредерик Седдон посетил врача мисс Бэрроу, который выдал свидетельство о смерти, не видя тела и не проводя вскрытия, утверждая, что он не мог присутствовать из-за переутомления, вызванного эпидемическим течением в этом районе в то время.
15 сентября Седдон отправился в похоронное бюро и организовал дешевые похороны, оставив себе небольшую комиссию. Захоронение Бэрроу происходило на общем кладбище, хотя ее семья имела склеп в Ислингтоне. Позже Седдон объяснил это тем, что семья Бэрроу повела себя не лучшим образом с его дочерью во время последнего визита, и он не был готов позволить, чтобы с его семьей снова обращались так же, и что если семья Бэрроу пропустит похороны, это может научить их лучшим манерам в будущем. Сразу после похорон семья Седдонов уехала в Саутенд на две недели в отпуск. Двоюродный брат Бэрроу, Фрэнк Вондерахе, удивленный внезапной смертью своей кузины и быстрой организацией ее похорон, прибыл, чтобы вступить во владение ее поместьем. Однако Седдон сообщил ему, что ничего не осталось, так как он сам оплатил значительные расходы на похороны и содержание Эрнеста Гранта, подопечного Бэрроу. Семья Вондерахе обратилась в полицию и высказала свои подозрения. Тело Бэрроу было эксгумировано 15 ноября 1911 года и осмотрено сэром Уильямом Уилликоксом, старшим специалистом, и молодым патологоанатомом Бернардом Спилсбери, уже известного по его участию в деле Криппена. Вскрытие обнаружило около двух гран мышьяка. Как и в процессе Криппена, Спилсбери показал себя выдающимся свидетелем обвинения, легко справляясь с перекрестным допросом младшего защитника и демонстрируя высокоэффективные методы судебной экспертизы.

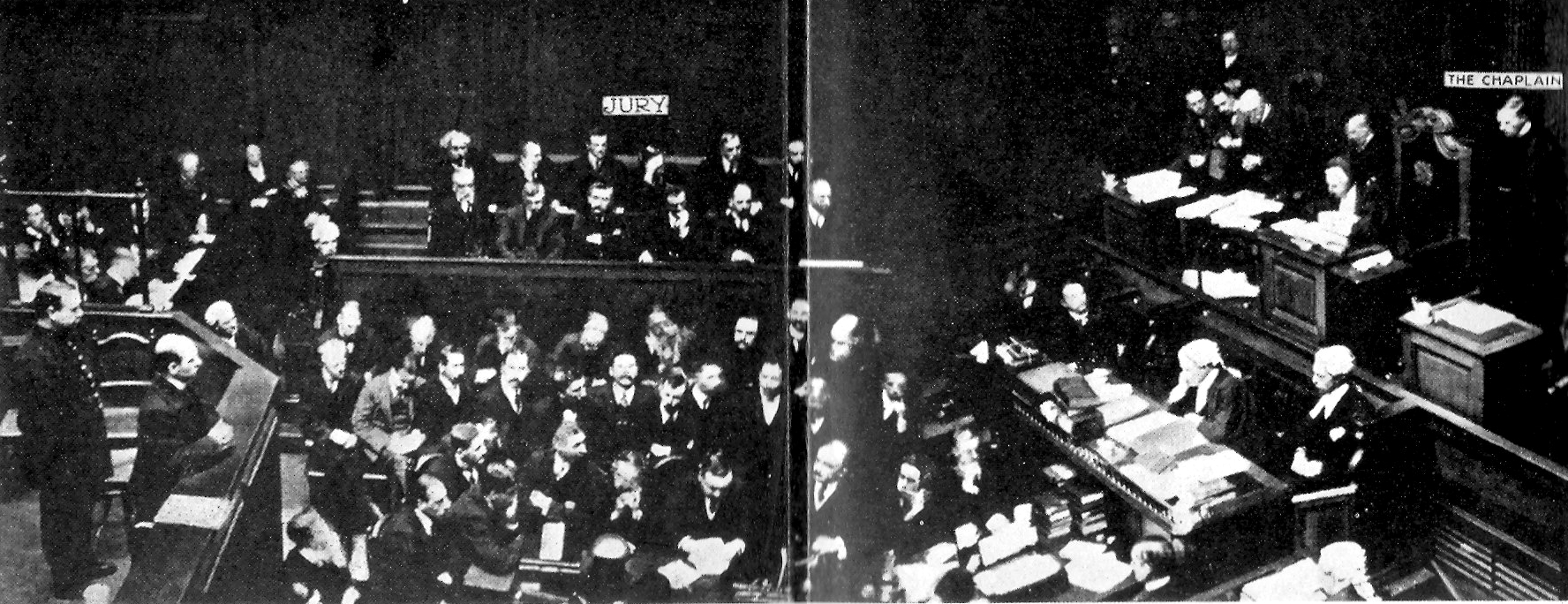
Фредерику Седдону выносят смертный приговор. Это фотография является одной из немногих в мире, на которой изображен судебный процесс, закончившейся смертным приговором.

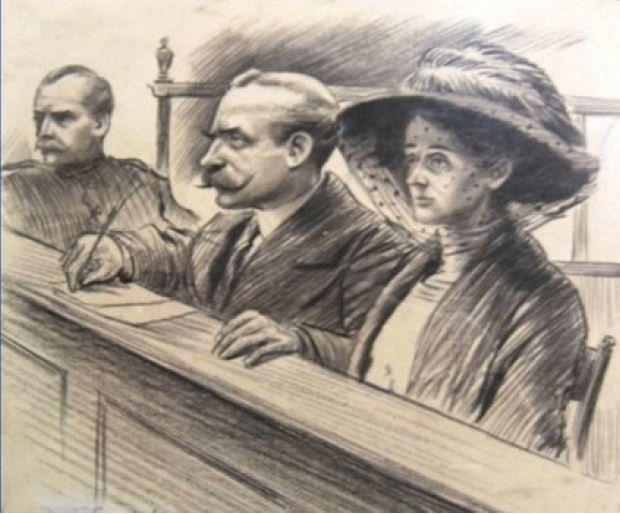
Седдон и его жена на суде в Олд-Бейли. Рисунок Уильяма Хартли (1862 - 1937)

## Суд
Седдон и его жена стали главными подозреваемыми во время расследования убийства Элизы Бэрроу. Во время судебного процесса в Олд-Бейли генеральный прокурор сэр Руфус Айзекс доказал, что Маргарет Седдон ранее купила большое количество липкой бумаги, в которой содержался мышьяк. Обвинение предположило, что яд, используемый для убийства Бэрроу, был получен путем замачивания липкой бумаги в воде. Известный адвокат Эдвард Маршалл Холл руководил защитой обвиняемых. Он решительно сопротивлялся всем утверждениям, что Бэрроу была отравлена, утверждая вместо этого, что она умерла, приняв медицинский препарат, содержащий мышьяк. Несмотря на советы своего адвоката, Седдон настаивал на даче показаний в свою защиту. Утверждалось, что он настроил присяжных против себя своим высокомерным и 
. Конечно, его делу не помогло его нелепое утверждение, что Бэрроу могла пить воду с замоченной липкой бумагой, которая была помещена в ее комнату как ловушка для мух. Несмотря на ожесточенный бой со стороны защиты, присяжные признали Фредерика Седдона виновным. Маргарет Седдон была оправдана по обвинению в причастности к убийству. Маршалл Холл всегда утверждал, что Седдон был бы оправдан, если бы не настаивал на даче показаний, и по крайней мере один раз использовал это в качестве примера, предупреждая клиента о риске дачи показаний в свою защиту.
Бывший масон, на вопрос секретаря суда, не хочет ли он сказать, почему смертный приговор не может быть вынесен против него, Седдон ответил подробно и обратился непосредственно к судье, сэру Томасу Таунсенду Бакниллу, как брату масону и от имени "Великого Архитектора Вселенной", с просьбой отменить обвинительный приговор присяжных. По одним источникам, он дал знак первой степени, по другим - знак скорби и горя, моля о пощаде. Сообщается, что сэр Бакнилл сказал с некоторым волнением:
Не мне не терзать ваши чувства - постарайтесь примириться с Создателем. Мы оба принадлежим к одному братству, и хотя это не может иметь никакого влияния на меня, это невыносимо больно говорить то, что я говорю, но наше братство не поощряет преступление - оно осуждает его.
Седдон ответил, что он уже примирился со своим Создателем. Затем судья Бакнилл вынес смертный приговор. Бернард Спилсбери, ставший впоследствии известным патологом и дававший показания на суде, еще не был вовлечен в масонство, и поэтому значение того, что произошло между Седдоном и Бакниллом, было потеряно для него в то время. Однако его коллеги, которые также предоставили судебно-медицинские доказательства, были масонами, и они знали о означении диалога Седдона и Бакнелла.
Седдон был повешен палачами Джоном Эллисом и Томасом Пьерпойнтом в Пентонвилльской тюрьме 18 апреля 1912 года. После казни его вдова, Маргарет Энн Седдон, вернулась в Ливерпуль, где вторично вышла замуж за Джеймса Дональда Кэмерона 4 ноября 1912 года, менее чем через 7 месяцев после казни ее первого мужа. Позже она переехала с Кэмероном в Соединенные Штаты, взяв с собой всех своих пятерых детей.

## В культуре
В 1957 году в пьесе "A Dead Secret" Родни Экленда была задействована аллюзия на Фредерика Седдона - персонаж по имени Фредерик Дайсон, которого впервые исполнил Пол Скофилд.
12 апреля 1959 года в телевизионном сериале "Альфред Хичкок представляет" в эфир вышел эпизод "Восковая фигура" (англ. Waxwork), в котором Седдон изображен одним из шести убийц в ряду убийц музея восковых фигур.
В 1981 году в телесериале "Lady Killers" Майкл Джейстон исполнил Седдона в эпизоде под названием "Root of All Evil".
21 июля 2007 года BBC Radio 4 транслировала пьесу Джона Флетчера, основанную на убийстве мисс Элизы Бэрроу, под названием "The Shocking Tale of Margaret Seddon", в которой предполагалось, что настоящим убийцей являлась жена Фредерика Седдона, Маргарет Седдон.